# Персидская казачья дивизия
Персидская казачья бригада (перс. بریگاد قزاق‎, азерб. İran kazak brigadası) (в 1916 году переформирована в дивизию) — кавалерийское соединение, созданное в Персии по образцу терских казачьих частей и существовавшее с 1879 по 1920 год, когда оно было расформировано. В течение нескольких десятилетий Персидская бригада и затем дивизия являлась самым организованным и боеспособным соединением в Персии, сыгравшим значительную роль в истории этой страны в начале XX века. В составе бригады служил будущий шах Ирана Реза-хан  и ряд других лиц, впоследствии занявших ключевые посты в правительстве и вооруженных силах Ирана.

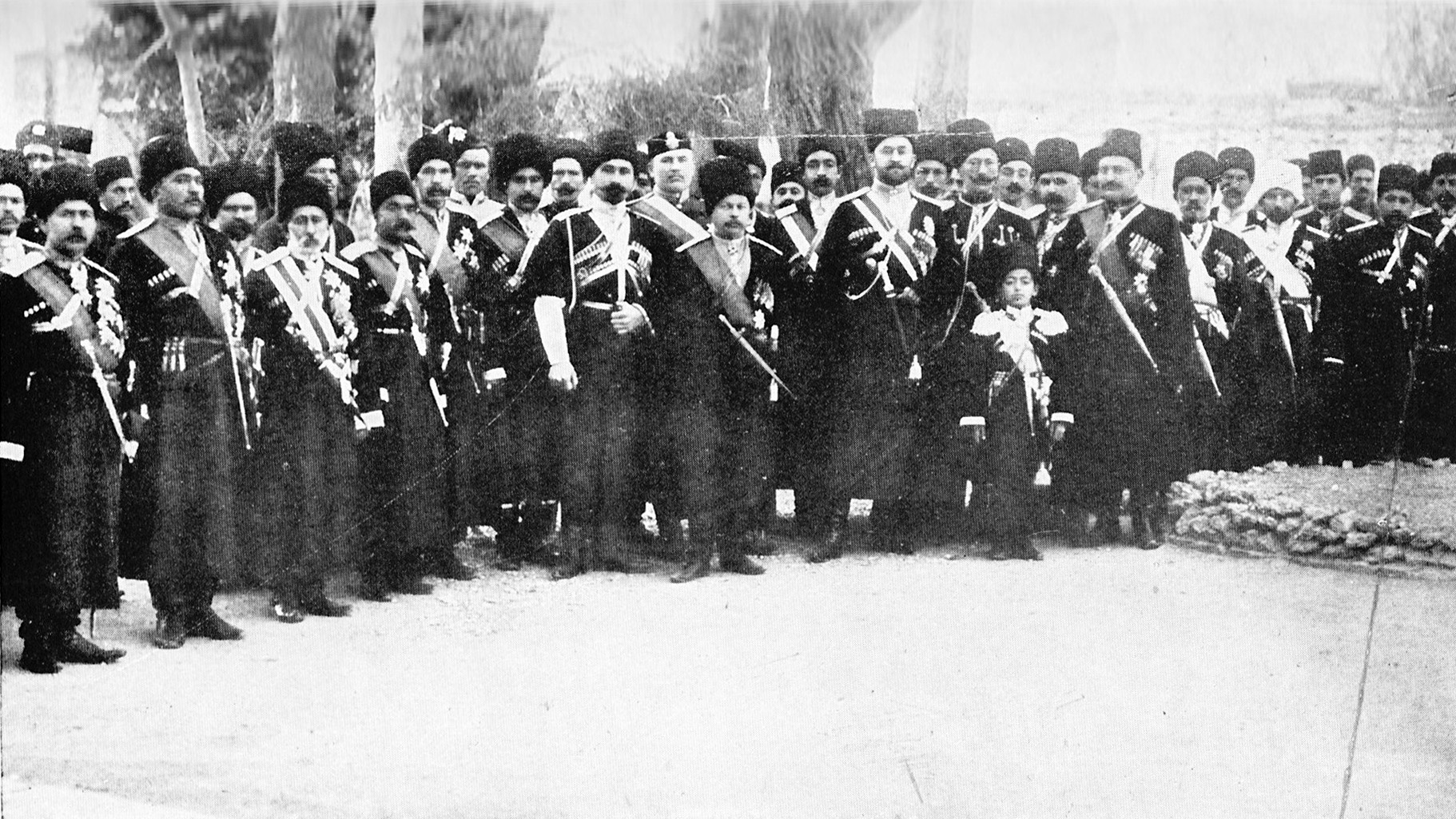
Казаки персидской бригады. Апрель 1909 года

## Создание
В 1878 году, когда персидский шах Насер ад-Дин Шах Каджар направился в свою вторую поездку в Европу, на него произвели огромное впечатление своей формой, экипировкой и джигитовкой казаки, сопровождавшие его по российскому Закавказью. Шах обратился к кавказскому наместнику Великому князю Михаилу Николаевичу с просьбой направить в Персию русских офицеров для создания и обучения персидской казачьей кавалерии. Российские власти эту просьбу удовлетворили, увидев в предложении шаха возможность усилить российское влияние в Персии.
Обучение личного состава осуществляли военные инструкторы из состава русской военной миссии. Командиром бригады всегда был российский офицер, получавший жалование от правительства Российской империи. На пост начальника штаба всегда назначался офицер нерусского происхождения, в том числе армяне, азербайджанцы, персы. За время существования соединения (бригады и затем дивизии) было всего 12 командиров и 5 начальников штаба.
С 1884 года в составе бригады появилась артиллерийская батарея, позднее — пехота.
В задачи бригады входила охрана шаха и высших должностных лиц Персии, караульная служба при консульствах, дипломатических миссиях, министерствах, арсеналах, отделениях банков, подавление беспорядков в стране, а также взимание налогов с населения.
В 1916 году бригада была преобразована в дивизию. Для поддержания порядка в Персии и борьбы с повстанцами с осени 1916 года были сформированы отряды, входившие в дивизию: Ардебильский, Астрабадский, Гилянский, Зенджанский, Исфаганский, Казвинский, Керманшахский, Курдистанский, Лурестанский, Мазандеранский, Мешхедский, Рештский, Тавризский, Тегеранский, Урмийский, Хамаданский, Хорасанский.
Персидская казачья дивизия была расформирована в начале 1920 года.

## Роль России
Историки рассматривают создание Персидской казачьей бригады и поддержание её деятельности как важную составную часть внешнеполитических усилий России по противодействию геополитическим устремлениям Великобритании в Персии.
Военно-стратегической задачей русской внешней политики в Персии было обеспечение выхода России к Персидскому заливу и Индийскому океану. Её решение предполагало максимальное ослабление позиций Великобритании в Персии с перспективой полного её вытеснения.
С экономической точки зрения, Россия преследовала цель, опираясь на казачью бригаду и российские регулярные войска в Персии, сохранить контроль над её северными территориями, обеспечить сохранение полученных экономических и торговых концессий, воспрепятствовать посягательствам на российские торгово-экономические интересы со стороны Великобритании и других держав.

## Комплектация
Набор рекрутов проводился в основном среди тюрков провинции Азербайджан в Персии и района Казвина, а также из кочевников, обитающих по соседству с Тегераном, Кумом и Казвином. Небольшое число новобранцев набиралось также среди персов и гилянцев.

## Структура
Бригада, расквартированная в центральной части Тегерана, номинально подчинялась персидскому военному министру, непосредственное руководство осуществлял русский посланник в Тегеране на основании инструкций Военного министерства России. Командиром бригады был полковник русского Генерального штаба, официальная должность которого именовалась «заведующий обучением персидской кавалерии». Русские офицеры и урядники считались его помощниками — наибами. Во главе каждого полка стоял персидский генерал (сертип), который, однако, обычно находился в подчинении у русского офицера-инструктора, который и был фактическим командиром полка. В каждом полку в подчинении русского офицера было по одному уряднику, помогавшему офицеру в обучении подчинённых.
1 полк (фоджа) = 4 эскадрона (сотни). 

1 эскадрон = 4 взвода (дасте).

## История службы

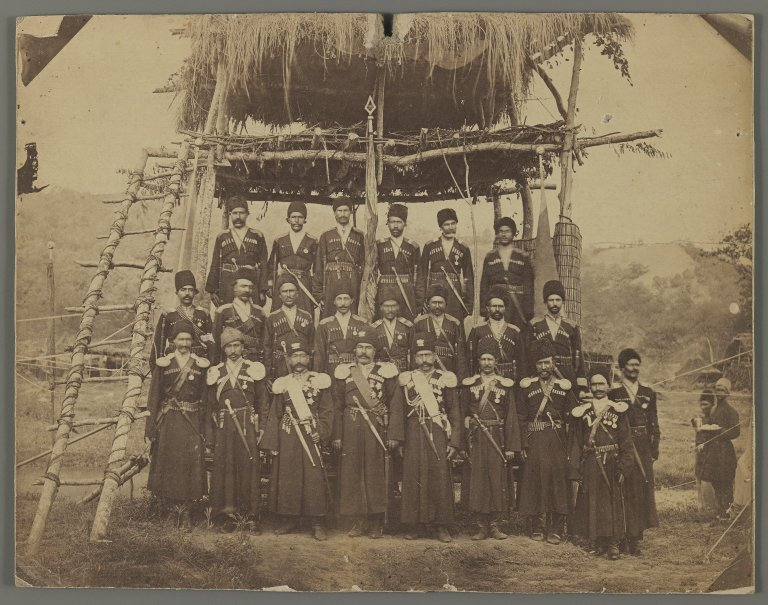
Персидские казаки. После 1879 года

В ноябре 1878 года в Персию был командирован участник только что закончившейся Русско-турецкой войны, штаб-офицер для особых поручений при штабе Кавказского военного округа подполковник А. И. Домонтович, который совершил осмотр местных войск и составил предложения по усовершенствованию вооружённых сил Персии. 7 февраля 1879 года Домонтович подписал контракт с персидским правительством об условиях приглашения на постоянной основе русской военной миссии и об организации Персидской казачьей бригады. Сам Домонтович был назначен начальником миссии и командиром этой бригады. В июле 1879 года был создан первый казачий полк.
В 1883 году новый командир бригады полковник П. Чарковский сформировал из годных к строевой службе мохаджеров третий казачий полк, а из лиц старшего возраста — эскадрон ветеранов «Кадама». В составе бригады появилась конная артиллерийская батарея, гвардейский эскадрон и отряд музыкантов. Общая численность бригады, включая жён и детей казаков, также зачисленных в её штат, составила около 900 человек.
Казаки бригады носили форму терских казаков, были вооружены кавказскими кинжалами, саблями и винтовками системы Бердана.
Начиная с середины 1880-х годов, российское правительство перестало уделять бригаде должное внимание, в результате чего финансовое положение служащих воинской части ухудшилось, появились долги по жалованью, в том числе и перед русскими офицерами. Штаты бригады были фактически сокращены до 200—300 человек (остальные были отправлены в отпуска). К середине 1890-х бригада пришла в упадок, чему способствовали некомпетентность командиров, интриги в российском дипломатическом корпусе в Тегеране и антироссийской партии при дворе. Насер ад-Дин Шах Каджар потерял к бригаде всякий интерес, а военный министр Наиб-ос-Салтане под влиянием англичан предлагал её упразднить, сформировав вместо неё шахский казачий конвой. Шах не принял это предложение лишь потому, что опасался вызвать недовольство России. Тем не менее дипломатический представитель Германии уже повёл переговоры о замене русских инструкторов немецкими.

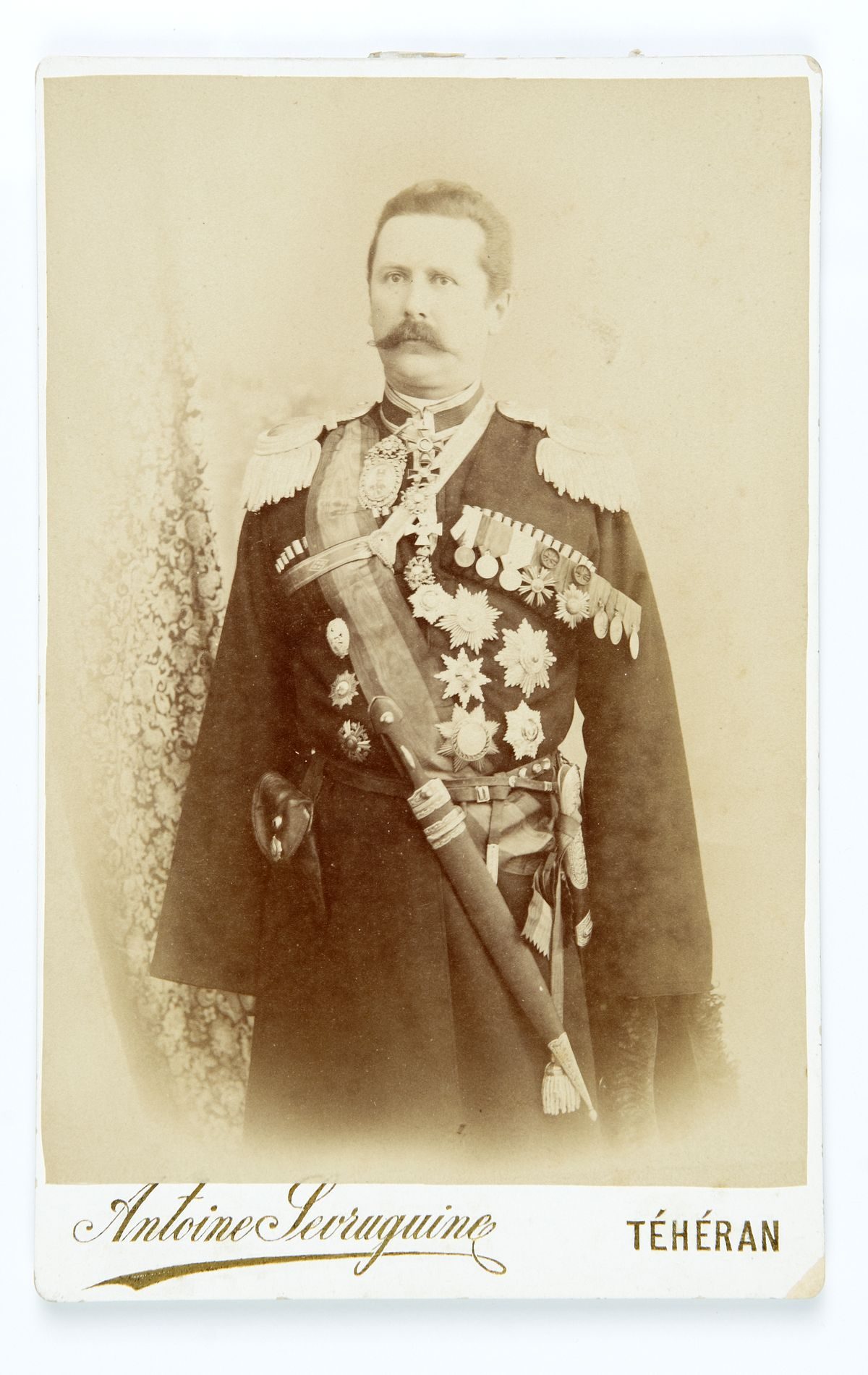
В. А. Косоговский. Около 1917 года

Спас бригаду от расформирования новый командир — полковник Генерального штаба (позже — генерал-майор) В. А. Косоговский, назначенный в 1894 году. Благодаря ему бригада сохранена под русским влиянием, ему также принадлежит идея, которая реализована уже его последователями в начале XX века: сформировать на основе казачьей бригады новую персидскую армию. Полковник Косоговский владел персидским языком и диалектами, ещё до назначения познакомился с Персией не только по описаниям, но и во время поездок по стране.
В обстановке, когда решалась судьба бригады, полковник Косоговский проявил себя энергичным и деятельным командиром: срочно отозвал казаков из отпусков, затем приступил к пополнению личного состава, и уже через три месяца, в сентябре 1894 года, под его командованием было 500 обученных и экипированных казаков. В самом начале своей деятельности полковник Косоговский вызвал недовольство части мохаджеров, отменив их привилегии. 5 мая 1895 года они взбунтовались и покинули бригаду, забрав наследственные пенсии. Военный министр Наиб-ос-Салтане, воспользовавшись этим, 9 мая сформировал из этих дезертиров так называемую «Персидскую бригаду» и начал переговоры о приглашении английских военных инструкторов сразу же, как только закончится срок контракта с российским правительством. Лишь обращение русского посольства позволило урегулировать ситуацию, и 24 мая по указу шаха «Персидская бригада» была распущена. В тот же день шах подписал подготовленное Косоговским «Положение», согласно которому персидское правительство брало на себя обязательство приглашать в бригаду только русских военных инструкторов. «Положением» также были увеличены права командира бригады, что способствовало превращению бригады в действенное орудие российского правительства, вопреки желаниям англичан. Вмешательство во внутренние дела бригады было запрещено.

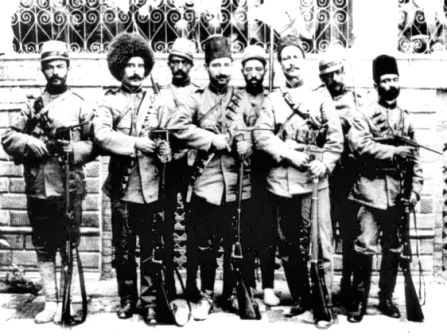
Персидские казаки в 1908

При Косоговском Персидская казачья бригада представляла собой самую организованную боевую единицу за всю историю существования персидской регулярной армии. Сам Косоговский приобрёл необычайное влияние при шахском дворе, что позволяло ему участвовать во внутриполитической жизни государства. 1 марта 1899 года шах отдал распоряжение увеличить численность бригады на тысячу человек. Это распоряжение было исполнено уже к 31 августа 1899 года.

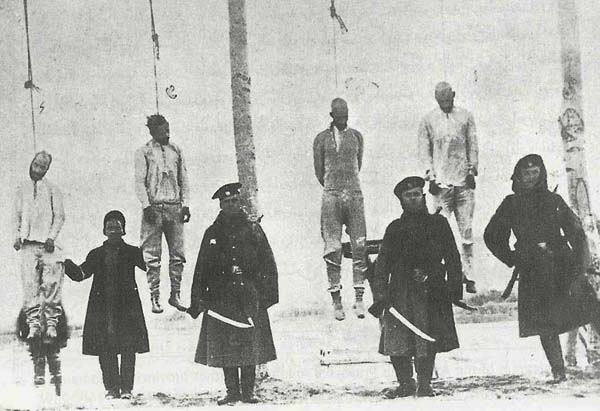
Повешенные революционеры-конституционалисты. На переднем плане - служащие Персидской казачьей дивизии

Бригада сыграла значительную роль в подавлении Конституционной революции в Иране. Одним из самых известных событий в истории Персидской казачьей бригады был артиллерийский обстрел иранского меджлиса 24 июня 1908. Летом 1916 года бригада была переформирована в дивизию.
После Октябрьской революции 1917 года большинство офицеров дивизии сражались на стороне Белого движения.
18—19 мая 1920 года в персидском порту Энзели с целью «советизации» российского корпуса в Персии высадился десант матросов-большевиков под командованием Ф.Раскольникова. Однако этот отряд был окружён подразделениями Персидской казачьей дивизии и был вынужден вернуться в Россию. Российские войска были выведены из Персии в 1920 году.

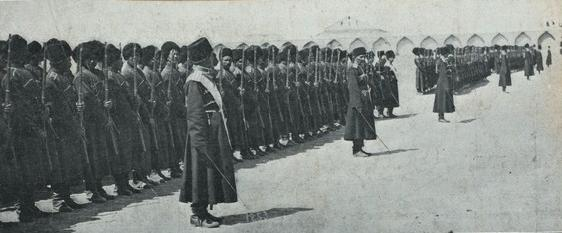
Построение дивизии в 1920 году

С 1918 года дивизия содержалась английской миссией. В связи с опасениями нового вторжения советских войск в Персию части Персидской казачьей дивизии вплоть до начала 1920 года патрулировали побережье Каспийского моря. Под давлением англичан все русские офицеры были уволены, а командование Персидской казачьей дивизией было передано иранским военным, самым известным из которых был генерал Реза-хан, будущий шах Ирана, который начал свою военную карьеру как рядовой Персидской казачьей бригады и дослужился до генерала. В начале 1920 года Персидская казачья дивизия, в составе которой на тот момент насчитывалось до 120 русских военных инструкторов, была расформирована.

## Командиры
- 1879—1882 — полковник А. И. Домонтович
- 1883—1885 — полковник Пётр Владимирович Чарковский
- 1885—1891 — полковник Николай Дмитриевич Кузьмин-Караваев[6]
- 1891—1894 — полковник Николай Яковлевич Шнеур [7]
- 1894—1903 — полковник Владимир Андреевич Косоговский
- 1903—1906 — полковник Фёдор Григорьевич Чернозубов
- 1906—1909 — полковник Владимир Платонович Ляхов
- 1909—1914 — полковник князь Н. П. Вадбольский
- 1914—1915 — полковник Николай Васильевич Прозоркевич
- 1915—1917 — генерал барон фон Майдель
- 1917—1918 — полковник Георгий Иосифович Клерже
- 1918—1920 — полковник Всеволод Дмитриевич Старосельский

## Известные служащие
С 1900 года в бригаде служил будущий шах Ирана Реза-хан, который в 1920 году сместил русского командующего и занял его место.